# Податкове правопорушення
Податкове правопорушення — це вчинене у сфері оподаткування винне протиправне (тобто на порушення законодавства про податки і збори) діяння (чи бездіяльність) суб'єкта оподаткування, за вчинення якого встановлена юридична відповідальність законодавством про податки і збори (Податковим кодексом України).
Податкове правопорушення є правопорушенням з усіченим складом, який включає три елементи: об'єкт, об'єктивна сторона, суб'єкт[джерело?].
Об'єктом податкового правопорушення є суспільні відносини, що виникають у сфері фінансової діяльності держави та органів місцевого самоврядування і в процесі реалізації яких формується доходна частина бюджетів та цільових фондів. Залежно від особливостей об'єкта виокремлюють два види податкових правопорушень:
- правопорушення, що посягають на податкові відносини, пов'язані з безпосереднім здійсненням податкових стягнень і безпосередньо спричинюють фінансові втрати держави, органів місцевого самоврядування;
- правопорушення, що посягають на відносини, які забезпечують додержання встановленого порядку управління в сфері оподаткування.

Зазначена класифікація має практичне підґрунтя: у разі не подання платником податків податкової декларації у визначений законодавством строк, він сплачує штраф незалежно від фактичної сплати податку чи збору.
Об'єктивна сторона податкового правопорушення визначається умовами його настання, тобто, конкретним змістом протиправного діяння: саме діяння, шкідливе для суспільства, його наслідки, причинний зв'язок між діянням і наслідком, час вчинення правопорушення, способи, повторність.
Податкове правопорушення може бути скоєне різними способами і може виражатися як в дії, наприклад, заниження податкового зобов'язання, так і в бездіяльності — неподання платником податків податкової декларації. За наслідками скоєного діяння в теорії права виділяють два види складів правопорушень: матеріальні і формальні.
Матеріальним складом називається такий склад, об'єктивна сторона якого включає не тільки дію чи бездіяльність, але також і наслідки, які знаходяться в причинному зв'язку з ними. Відсутність причинного зв'язку є підставою для звільнення особи від фінансово-правової відповідальності. Прикладом правопорушення, склад якого є матеріальним, є декларування платником податків переоцінених або недооцінених об'єктів оподаткування, що призводить до заниження податкового зобов'язання у великих розмірах. Відповідно, якщо дії вказані в цій нормі, не спричинили вказаних в ній наслідків, то відповідальність за їх вчинення не застосовується.
При формальному складі об'єктивна сторона складається тільки з дії чи бездіяльності. Наприклад, неподання платником податків податкової декларації у строки визначені законодавством. В даному випадку відповідальність наступає незалежно від наслідків діяння.
Серед інших ознак об'єктивної сторони складу податкового правопорушення необхідно виділити час вчинення правопорушення, він відіграє роль при визначенні порушеної норми, а також при віднесенні її до звітного періоду. Такі ознаки, як місце і обстановка при застосуванні податкової відповідальності, не враховуються.
Суб'єкт податкового правопорушення — особа, яка вчинила податкове правопорушення і відповідає ознакам, встановленим законом.
Суб'єктами податкових правопорушень є суб'єкти податку. Як такі можуть фігурувати й інші особи, наприклад, в Канаді податковим органам надано право накладати стягнення на податкових консультантів за «надміру агресивне податкове планування» (податкову оптимізацію).
Можна виділити такі групи податкових правопорушень:
- правопорушення проти порядку ведення бухгалтерського обліку, складення і подання бухгалтерської та податкової звітності;
- правопорушення проти виконання дохідної частини бюджетів;
- правопорушення проти обов'язків по сплаті податків;
- правопорушення проти контрольних функцій податкових органів.

У Податковому кодексі України кількість складів податкових правопорушень, за які встановлюється податкова відповідальність, значно збільшено.